# Асен Златаров
Асен Христов Златаров е български учен, общественик и писател, основоположник на биохимията и броматологията в България, професор.
Научната му кариера започва през 1910 г. в катедрата по органична химия при Физико-математическия факултет на Софийския университет и продължава през 20-те и 30-те години на XX век, като е избран последователно за доцент, извънреден и редовен професор. Председател на Съюза на химиците в България и главен редактор на сп. „Химия и индустрия“.
Освен научната си работа, Златаров развива и обширна литературна дейност. Пише книги и стотици статии в периодичния печат, в които популяризира научни постижения в областта на природните науки. Сътрудничи на множество вестници и списания, участник е в литературния кръг „Стрелец“. Директор на Дома на изкуствата и печата в София. Изключителен оратор, който притежава голяма научна ерудиция и богата обща култура, той става един от най-добрите популяризатори на научните знания в България. Само за 10 – 15 години изнася около 1000 сказки и научни доклади, посветени на литературни, философски, научни, социални и политически теми.

## Произход и образование
Роден е в Хасково, на 4/16 февруари 1885 г., в семейството на Теофана и Христо Златарови. В църковните и общински регистри е записан с две имена „Иван-Асен“. Избира да ползва второто – Асен.
Баща му – Христо Златаров е роден в Чирпан. Учител в първото светско училище, основано през 1851 г. в хасковското село Стамболово (Еллер). Чиракува в Пловдив, в аптеката на д-р Стоян Чомаков. По-късно открива своя аптека в Хасково. Той е сред учредителите на местното читалище „Заря“ (първото читалище в Южна България).
Асен Златаров завършва петокласното държавно училище в Хасково. През 1901 г. учи в Пловдивската мъжка гимназия „Княз Александър I“, а през 1903 г. завършва реална гимназия в София. Записва химия в Софийския университет, а през 1904 г. продължава следването си в Женевския университет. През 1907 г. се дипломира с бакалавърска степен по химия.
През 1907 г. в Женева се среща с френския социалист и пацифист Жан Жорес. Това е повратен момент в неговото идеологическо съзряване.
В началото на 1908 г. става доктор по химия и физика на Гренобълския университет. За кратко е учител по химия в мъжката гимназия в Пловдив (1908). През лятото на 1908 г. става член на Българската работническа социалдемократическа партия – БРСДП (обединена). Заминава на специализация по химия на храненето и съдебна химия в Мюнхен (1909 – 1910).
По време на Балканските войни е зачислен като санитарен доброволец в службата на Червения кръст. Възлага му се да инспектира и организира хигиенната охрана на I и III армия. По-късно е избран за секретар на Комитета за борба с холерата. По време на Първата световна война отново е мобилизиран със задача да комплектува подвижни химически лаборатории в помощ на военните болници. До края на войната заема поста началник на индустриалния отдел в Дирекцията за стопански грижи и обществена предвидливост (СГОП).

## Научна кариера
След завръщането си от Мюнхен (1910) Асен Златаров е назначен за асистент на проф. Пенчо Райков, в катедрата по органична химия при Физико-математическия факултет на Софийския университет.
През 1920 г. е избран за частен хоноруван доцент по физиологична химия при Медицинския факултет, а няколко месеца по-късно – за частен доцент по биохимия при Физико-математическия факултет. Чете лекции по органична и неорганична химия на студентите медици, ветеринари, агрономи, лесовъди, естественици и физици.
През 1922 г. е назначен за редовен доцент, през 1924 г. за извънреден професор, а през 1935 г. е избран за редовен професор в Катедрата по органична химия при Физико-математическия факултет.
През 1926 г., по време на творческа командировка в Мюнхен и Париж, се среща с Нобеловия лауреат за химия Рихард Вилщетер и с бъдещите нобелисти Хайнрих Виланд и Ханс Фишер, които му засвидетелстват уважение, като на учен с утвърдено име.
На Учредителния конгрес на Съюза на химиците в България е избран за главен редактор на сп. „Химия и индустрия“. Председател на Съюза в периода (1929 – 1936).
Като химик-органик Златаров синтезира индулинови и други багрила за багрилната промишленост. В сътрудничество с Владимир Белявски допринася за изясняване характера на кондензацията на рициноловата киселина – процес, който лежи в основата на производството на лакови масла, вкл. на т.нар. турско лаково масло.
Поставя началото на ново научно направление за българската химия – броматологията (наука за използване на хранителните вещества) и охарактеризира научно традиционни за българина храни, като:  кашкавала, киселото мляко, бялото сирене, туршиите, месните колбаси, баницата, таратора, бозата и др. Полага усилия за изясняване хранителните качества на соята и нейното култивиране в България. Разглежда въпроси за състоянието на нашата хранително-вкусова промишленост, съхраняването, развалата и фалшификацията на хранителните продукти.
Съвместно с Александър Липшюц анализира храните, които консумира българинът и ги съпоставя със съответните данни за други народи. 
За основополагащи трудове в българската биохимия на растенията се приемат неговите Фитобиохимични студии (I и II част), с изследванията му върху сланутъка (Cicer arietinum L). Съществени са приносите му в изясняване на химизма при кълнене на семената, ролята на различни фактори в процеса на стареене на растенията, както и химичната стимулация на зърнените култури. Особено внимание отделя на фосфорсъдържащите се органични съединения. Проучвания провежда и върху соята и соевото мляко, орловата папрат и „Японската гъба“.. 
През 1912 г. във Франция регистрира патент за получаване на „фосфатно брашно“ от зърната на сланутък . Според Мирослав Парушев това е първият химичен патент, издаден на името на българин. Провежда изследвания върху ензимохимията на тежките метали - кадмий  и бисмут . В сътрудничество с Мария Андрейчева и Донка Калчева изследва влиянието на цинка при раковите заболявания. През 1919 г. установява, че хидролизатът от спанак има свойството да намалява захарта в урината и кръвта.
На негово име е кръстена цветна реакция за откриване на азотиста киселина с багрилото неутрално червено, известна като „реакция на Златаров“.
През 20-те и 30-те години на XX век Златаров прави няколко пътувания зад граница – в Париж (1926), в Румънска Добруджа (1933), в Мадрид – на Световен конгрес на химиците (1934), в Югославия и в СССР – на XV-тия международен конгрес на физиолозите (1935).
За пътуването си до СССР Златаров получава съдействие от Фьодор Разколников (пълномощен министър на СССР в България). Посещава Ленинград и Москва. Среща се с Иван Петрович Павлов, Николай Державин, Евгений Волков и др. След завръщането си издава книгата-пътепис „В страната на Съветите“ (с работно заглавие: „Москва строи“), в която изразява своя възторг от постиженията на СССР в просветата и науката, но не спестява своите несъгласия. Не приема православните храмове да се превръщат в музеи, подчертава колко ненужни жертви е взел „революционният терор“. В следващата му книга „Диктатура или демокрация“ болшевизмът е сравнен с нацизма.

## Литературна дейност
Асен Златаров е автор на книги и на стотици статии в периодичния печат. Сътрудничи на множество наши вестници и списания, като „Литературен глас“, „Литературен час“, „Златорог“, „Съвременна мисъл“, „Природа и наука“ и др. В тях на достъпен език популяризира научни постижения в областта на природните науки и художественото творчество. Развива възгледите си за българския език, за литературата и изкуството, за критиката, за политиката и управлението на обществото.
Преосмисля от позицията на съвременността важни исторически събития, присъствието и приносите на ярки личности от нашата и световната история и култура, от които се е учил и които са го вдъхновявали – Жан Жорес („Нравственият гений на Жореса“), Йохан Гьоте, Хайнрих Хайне („При гроба на Хайне“), Емил Зола, Виктор Юго, Анатол Франс, Анри Барбюс, Ромен Ролан, Рабиндранат Тагор („Тагоре у нас“), Христо Ботев („Кому принадлежи Ботев“), Алеко Константинов („Обаянието на Алека“), Гео Милев („Човекът“), Пенчо Славейков и др.
Част от книгите му са подписани с псевдонима Аура – знак на поетичното му творчество. Автор е на стихосбирки, поеми, документално-публицистични творби и един роман.
През 1926 г. около вестниците „Изток“ и „Стрелец“ се обособява литературен кръг „Стрелец“ (1925 – 1927), в който наред с Константин Гълъбов, Светослав Минков, Димитър Пантелеев, Атанас Далчев, Чавдар Мутафов, Фани Попова-Мутафова и др. се включва и Асен Златаров.
Член е на Съюза на българските писатели (1920) и на Управителния му съвет (1928 и 1931). Съосновател на българския ПЕН клуб (1926). Бил е директор на Дома на изкуствата и печата в София.
Асен Златаров е свързан с книгоиздателство „Акация“, което се ръководи и финансира от масонския Възпитателен институт „Заря“. Редактира библиотеката „Натурфилософско четиво“. За десетина години (1923 – 1932) излизат от печат 55 брошури, представени са 24 автори, а като автор Златаров участва със седем книжки. Негови заглавия се появяват и в урежданата от Стилиян Кутинчев библиотека „Четиво наука и живот“.

## Популяризатор на науката и общественик
Изключителен оратор, който притежава голяма научна ерудиция и богата обща култура, Асен Златаров е известен популяризатор на науката и изнася над 1000 сказки из цялата страна и в чужбина, посветени на разнообразни теми: литературни, философски, научни, социални и политически.
Книгата му „Очерки по философия на биологията“ (1911) събира много от неговите популярно-научни статии. Публикува във вестници и списания, издава научно-популярни книги. Благодарение на своя труд, постоянство и неуморно перо, името му става известно в цялата страна. Текстовете му са достъпни, дори когато в тях се разглеждат отвлечени въпроси, като Айнщайновата теория на относителността, произходът на живота или други научни проблеми.
Изразява своето отношение по много злободневни въпроси, издига глас против насилието и войната. Пише за „Аферата Драйфус“, за трагедията на Яворов, за смъртта на Никола Ракитин и Васил Пундев, за расизма и зараждащия се фашизъм.
Посветен за масон (1923), с придобита степен „майстор“ (1926) в ложа „Зора № 1.
Активен участник е в Българския народен морски сговор.
На 16 ноември (1926) е сред официалните посрещачи на Нобеловия лауреат за литература Рабиндранат Тагор, който посещава България по време на своята европейска обиколка.

Радетел за навлизането на радиото в обществения живот и съосновател на първия съюз на радиолюбителите „Родно радио“ (1930) . Изнася и първата радиобеседа. Сам конструира радиоапарат. Притежава един от първите домашни кинематографи на компанията Pathé.
През 1931 г. инициира честването на 60-годишнината на писателя Антон Страшимиров в Народния театър, където произнася обвинителна реч против вдъхновителите и извършителите на кървавите братоубийствени събития от началото и средата на 20-те години.
Златаров е сред учредителите на Всебългарски съюз „Отец Паисий“ (1927), на Общогражданския комитет за мир (1932) и на Българо-съветското дружество (1934).
През 1933 г. Асен Златаров участва в създаването на Комитет за защита на евреите в Германия, заедно с Екатерина Каравелова, Антон Страшимиров, Петко Стайнов и др. Тогавашните вестници „Мир“ и „Слово“ публикуват статии срещу този комитет, като застъпват тезата, че не е работа на България, още повече на отделни граждани, да се бъркат в делата на „велика“ Германия. На 3 юли 1933 г. е осуетено събрание, на което лектори са Екатерина Каравелова и Антон Страшимиров.
По предложение на Асен Златаров град Орхание е преименуван на Ботевград (1934).

## Семейство
По време на следването си в Женева Златаров води активна кореспонденция с бъдещата си съпруга – Евдокия Атанасова – Дуня. Двамата сключват брак през 1910 г. Имат двама сина – Асен (р. 1913 г.) и Светозар (р. 1926). 

## Смърт
Още по време на пребиваването си в Русия (1935 г.) Златаров проявява симптоми на тежко заболяване. Предлагат му да бъде опериран, но той отказва. Прегледан е в София и е диагностициран с рак на стомаха. В края на 1936 г. заминава за лечение във Виена, но вече е твърде късно. Умира във Виенската университетска клиника на 22 декември 1936 г. след две неуспешни операции. Преди да бъде опериран, пише своите писма-завети до своята съпруга и до българската младеж, които са запечатани и следва “Да се отворят само ако...“
Тялото му е пренесено от Виена със съдействието на българския предприемач Жак Асеов. На 27 декември траурното шествие се превръща в многохилядна, спонтанна манифестация.

## Произведения

### Научна и научно-образователна литература
- "Съставът на кашкавала" (1911)
- Изследвания в групата на Стилбена и Акридина (1912)
- "Няколко анализи върху състава на агдата (петмес)", (1912)
- Изследвания върху състава и свойствата на плодовете на Cicer arietinum L. (1912)
- Sur la mycologie du fruit de Cicer arietinum L. (1913)
- "Über die "Chlorzahl", eine neue Konstante der Fette" (Върху "хлорното число" нова константа на мазнините) (1913)
- Фитобиохимични студии : (Част първа) (1914)
- "Принос към въпроса за количественото определяне на фосфорната киселина в растителни вещества" (1915)
- Приготовление и състав на специфично-българските видове сирене (1915-1916)
- Глюкозо-метилпентозурия : (Нов случай от Diabetes melitus) (1916)
- "Über das Altern der Pflanzen" (1916)
- "Основи на науката за храненето: Лекции, държани през уч. 1920 – 1921 г. в Соф. унив." (1921, 2016)
- „Фосфатидите в сланутъка“ (1921)
- "Състав на българските видове сирене" (1921)
- "Хранителния режим през войната в местните военни болници" (1921, 1945)
- „Соята – японският боб: Нейното култивиране, състав и използуване като храна, фураж и индустр. растение“ (1921, 1928)
- "Соята и нейното използуване за храна" (1923)
- Зреене и гниене на съестните продукти : (Критически преглед) (1922)
- „Начала на органичната химия“ (учебник) (1923)
- Die Genussmittel Bulgariens (1923) (на немски език)
- Нова цветна реакция за откриване на азотистата киселина (1923)
- Ръководство за практически занятия по химия (1924, 1927)
- Метода за търсене на някои паразити в кръвта (1925)
- Микология и биохимия на Японската гъба (съавт. Владимир Марков) (1926)
- "La rose et l'industrie d'essence de roses en Bulgarie" (1926)
- Учебник по органична химия (1928)
- „Начала на неорганичната химия: Елементарен унив. курс: ч. 1 – 2“ (1930)
- "Влиянието на кадмиевите соли върху пепсина и трипсина" (в съавторство с Евдокия Ацева) (1931)
- Изследвания върху кондензацията на рициноловата киселина (1932)
- "Химия: за трети клас на народните прогимназии" (1932)
- "Курс по биохимия: Отдел броматология: Обща част: Лекции" (1933)
- Биохимични изследвания върху соята и млякото от соя (1933)
- Влияние на бисмутовите съединения върху протеолитичните ензими (1934)
- „Златото и липазата: [Приноси към ензимохимията на тежките метали II]“ (1934)
- Физиология на захарина (1934)
- „Опити за цинкова терапия на злокачествените наръсти“ (1935)
- Кадмият и окислителните ензими: [Приноси към ензимохимията на тежките метали IX (1935)]
- Влияние на някои метални соли върху млечно-киселата ферментация (1935)
- "Влияние на кадмиевите соли върху слюнчевата амилаза" (1935)
- Изследвания върху химичната стимулация на зърната (1935)
- Ензимохимични студии I: Влияние на чая и виното върху ензимите (1936)
- "Изучвания върху 1-фенил 4-2 динитробензон бутадиен (1, 3)" (1936)

### Научно-популярна и художествена литература
- „Според настроението: Волни стихове“ (1905)
- „Очерки по философия на биологията“ (1911)
- „Фалшификация и развала на съестните и питейни продукти и тяхното откриване: Общедостъпни методи“ (1911)
- „Те трябва да победят!“ (1915)
- „Цветя за него“ Поема в лирична проза, с псевдоним Аура (1918, 1921, 1924, 1927)
- „Песен за нея“, Поема, с псевдоним Аура (1919, 1923, 1924, 1927)
- "Българските каменовъглени мини и индустрия през войната" (1920)
- „Световните тайни и делото на Айнщайн: Общодостъпно изложение на теорията за относителността“ (1923, 1924, 1930) - Поредица „Натурфилософско четиво“ № 9
- „Слънцето и животът“ – Поредица „Натурфилософско четиво“ № 1 (1924, 1925, 1929)
- „Из тайните на морето“ – Поредица „Натурфилософско четиво“ № 13 (1925)
- „Трагедията на П. К. Яворов: Спомени и бележки“ (1925)
- „В града на любовта“. Роман (1927, 1939)
- „Из науката и живота: Очерки по естествознание, натурфилософия и житейска практика“ (1926)
- „Хормони и витамини: Проблемата за вътрешните секреции и храненето“ (1928)
- „Химичната война и гибелта на човечеството“ -  Четиво „Наука и живот“ № 47 (1929)
- „Социализмът и проблемата на изкуството“, лекция, държана на Работническия образователен курс (1929)
- „Гибелни блаженства. Раят и пъкълът на евфористичните отрови“, „Натурфилософско четиво“ № 46 (1929, 2000)
- „Що е живот и защо е смъртта?“ – Поредица „Натурфилософско четиво“ № 52 (1930)
- „Общественик и гражданин: Реч, произнесена на 15.XI.1931 г. в Нар. театър по случай юбилея на А.Страшимиров“ (1931)
- „Прагът на живота и микробиологията“ (1931)
- „Храната в домашния бюджет на българина“ (1932)
- „Идеали на младото поколение“ (1932)
- „Проблемата за щастието. Изкуството да се живее“ – Поредица „Натурфилософско четиво“ № 54 (1932)
- „Космичните лъчи и животът: Мирът на трептенията“ – Поредица „Натурфилософско четиво“ № 55 (1932)
- „В Испания: Пътни бележки“ (1934)
- „В страната на Съветите“ (1936, 1937, 1945, 1967)
- „П. К. Яворов. Жребий на слава и страдание“ (1936)
- „По въпроса за титулярството на катедрата по органична химия“ (1936)
- „Диктатура или демокрация“ (1936)
- „Заветът на проф. д-р Асен Златаров [ Писма, речи, статии, интервюта“ (1937)
- „Натурфилософско четиво. Избрани съчинения“ (1938)
- „В служба на културата“ (1938)
- „Слънце и живот“ (1948)
- „Два свята: Политико-обществени изказвания. 1915-1936“ (1946)
- „Асен Златаров Сборник“ (1956)
- „Асен Златаров. Литературно-обществени статии“ (1959)
- "Избрани съчинения в три тома (1966)
- „Избрани произведения“ (1975)
- „Избрани научни и научно-популярни трудове“ (1985)

## Награди
През 1932 г. се честват 25 години от научната му, литературна и обществена дейност. Царят го награждава със Сребърен медал „За наука и изкуство“ (21.02.1932), а по-късно – с Офицерския кръст на ордена „Св. Александър“ (15.12.1934)
Френското правителство награждава Асен Златаров с най-високото отличие на Френската република, като го провъзгласява за Кавалер на Ордена на Почетния легион.

## Памет
През 1937 г. са организирани възпоменателни събития в цялата страна.
Паметници на Асен Златаров са открити: в Морската градина на Бургас (1944), пред Градския театър в Хасково (1959), в парка „Заимов“ в София (1996), както и в корпуса на Университета „Асен Златаров“ в Бургас (2013). На професор Асен Златаров е наречена улица в Центъра на София (Карта).
През 1962 г. д-р Светозар Златаров, предава голяма част от архива на баща си в Държавния исторически архив (ЦДИА) - фонд № 865К.
През 1975 г. в родния му град Хасково са проведени „Златарови дни“. Открита е музейна експозиция: ”Живот и дело на проф. д-р Асен Златаров” в Кирковото училище.
През 1985 г. тържествено е чествана 100-годишнината от рождението му. Събитието е част от годишния календар на ЮНЕСКО.
Обявен е за почетен гражданин на градовете Ботевград и Хасково (2015) – посмъртно.

## Галерия
- Групова снимка с бойни другари, 1913
- Портретна снимка
- Златаров позира на парижки скулптор, юни 1926
- Барелеф на Асен Златаров в Хасково
- Паметник на проф. Асен Златаров в парка на университетския комплекс в Бургас
- Паметник на Асен Златаров до гимназията в Ботевград, носеща неговото име
- Паметна плоча на Златаров в София на фасадата на дома, където живее от 1911 до 1936 г.
- Паметна плоча на първото светско училище в с. Стамболово, където учител е бил бащата на А. Златаров